# 1994 (série de televisão)
1994 é uma série de televisão italiana. É a terceira e última parte da trilogia da Sky Atlantic centrada no nascimento da chamada "Segunda República", precedida por 1992 e 1993.
No elenco principal estão Stefano Accorsi, Guido Caprino, Miriam Leone, Giovanni Ludeno, Antonio Gerardi e Paolo Pierobon.
Em Portugal, a série foi emitida em 2020 na RTP2. 

## Elenco
- Stefano Accorsi como Leonardo Notte
- Guido Caprino como Pietro Bosco
- Miriam Leone como Veronica Castello
- Giovanni Ludeno como Dario Scaglia
- Antonio Gerardi como Antonio Di Pietro
- Paolo Pierobon como Silvio Berlusconi

## Prêmios e indicações
Emmy Internacional 2020
1. Melhor Ator para Guido Caprino (indicado)[2]